# Clima Andorrei
Clima Andorrei este o climă montană, cu influențe mediteraneene, similară cu cea a celor două țări vecine, Franța și Spania, dar mai rece. Datorită altitudinii la care se găsește principatul în Munții Pirinei, verile au tendința de a fi mai scurte și mai reci, primăverile și toamnele mai umede, iar iernile sunt mai lungi cu mai multă zăpadă, ceea ce permite atragerea multor turiști iubitori de sporturi de iarnă. 